# John Byrom (Schriftsteller)

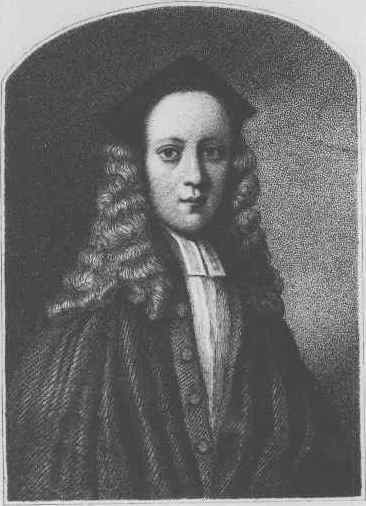
John Byrom

John Byrom, auch John Byrom of Kersal oder John Byrom of Manchester (* 29. Februar 1692 in Manchester; † 26. September 1763 ebenda) war ein englischer Schriftsteller und der Reformator der englischen Stenografie. Er war Mitglied der Royal Society.

## Leben
Als zweiter Sohn eines wohlhabenden Leinwandhändlers in Manchester geboren, besuchte er das Trinity College Cambridge. 1717 reiste er nach Frankreich und nahm ein Medizinstudium in Montpellier auf, das er 1718 ohne Abschluss verließ. 1721 heiratete er seine Cousine Elizabeth Byrom, mit der er mehrere Kinder hatte, unter anderem seine Lieblingstochter Dorothy. Seinen Lebensunterhalt bestritt er zunächst durch den Privatunterricht von Cambridge-Studenten, denen er sein selbst entwickeltes Kurzschriftsystem beibrachte sowie mit der Veröffentlichung von Gedichten in englischen Tageszeitungen.
1740 erbte er das Familienvermögen und konnte sich künftig ohne materielle Sorgen seinen musischen Interessen widmen. Aufgrund seiner Freundschaft zu Charles Wesley kam er zum methodistischen Glauben und schrieb mit oder für Wesley eine Reihe christlicher Gedichte.

## Werk als Dichter und Schriftsteller
Das Lied Christians awake, salute the happy morn – insbesondere in der anglikanischen Welt bis heute sehr bekannt – schrieb er als Weihnachtsgeschenk für seine Tochter Dorothy. Es wurde erstmals 1746 von Harrop's Manchester Mercury veröffentlicht. Eine weitere Veröffentlichung erfolgte postum 1773 in „Byrom's posthumous Miscellaneous Poems“. Zu seinen Lebzeiten war jedoch Colin an Phoebe das erfolgreichste Gedicht, das The Spectator am 6. Oktober 1714 abdruckte, für den er auch unter dem Pseudonym John Shadow arbeitete. Enthusiasm: A poetical essay veröffentlichte Byrom 1752.

## Reformation der englischen Stenographie
Byrom gilt auch als Reformator der englischen Stenographie, der mit seinem verbesserten System die noch heute gültigen Grundsätze für die Verteilung der Zeichen auf die Laute aufstellte (nach dem Prinzip der Iteration und Kombination der Laute). Dabei bezeichnete er nur die Konsonanten und setzte die inlautenden Vokale als Punkte in verschiedener Stellung in das Konsonantengerippe ein (die so genannte interpunktierende Vokalisation). Sein System wurde erst 1767 postum von der Britischen Stenographen-Gesellschaft veröffentlicht.